# Horizontes
Horizontes es el título de una serie de pinturas al óleo del artista antioqueño Francisco Antonio Cano, elaboradas entre 1913 y 1926, siendo la versión más conocida, por su tamaño, la fechada en 1913 y conservada actualmente en el Museo de Antioquia, en Medellín. Horizontes, de la que se han documentado cinco versiones originales de la mano del propio Cano, muestra la figura de un agricultor señalando el horizonte con su mano izquierda junto a su esposa que carga un bebé, ambos descansando sobre una roca en la montaña, en el eje cafetero. El tamaño de la versión conservada por el Museo de Antioquia es de 95 x 150 centímetros, y las demás versiones tienen dimensiones variables. Considerada como la obra cúspide de Cano, se convirtió en símbolo de la colonización antioqueña.

## Historia
Horizontes fue pintada en Bogotá luego de que su autor se trasladara allí desde Medellín, mientras Carlos E. Restrepo, amigo del pintor, ejercía como presidente de Colombia. Aunque no existe consenso unánime entre los historiadores, pudo haber sido pintada en conmemoración del primer centenario de la independencia de Antioquia, y algunos allegados a Cano, como su hijo, el pintor León Cano, hicieron réplicas pictóricas de menor calidad (de las cuales, en este momento, solo se conoce una). Otros particulares hicieron réplicas escultóricas con fines comerciales, incluyendo modelos en yeso, madera y metal.

## Análisis
En primer plano se encuentra el campesino, que sostiene un hacha en su mano derecha, instrumento considerado símbolo del trabajo, y retratado en el Himno Antioqueño, mientras señala al horizonte con su mano izquierda, en un gesto que ha sido comparado con La creación de Adán de Miguel Ángel. Su ubicación al centro del cuadro se ha interpretado como el reflejo de su posición en el desarrollo de la colonización del occidente de Colombia, mientras que su bigote da cuenta de la masculinidad paisa. A su lado, se encuentra su esposa, vestida de blanco, azul y rojo, colores que se asocian a la Virgen María, quien carga al hijo de ambos brazos; en una representación similar a las de la Sagrada Familia. Los tres personajes miran al horizonte hacia donde señala el colono, símbolo del futuro, y tras ellos reposa un saco de granos.